# Avatar (nouvelle)
Pour les articles homonymes, voir Avatar.
Avatar est une longue nouvelle, voire un court roman, fantastique de Théophile Gautier, publiée en douze feuilletons du 29 février au 3 avril 1856 dans Le Moniteur universel.

## Résumé
Au singulier docteur Balthazar Cherbonneau, revenu des Indes et recommandé par sa mère, Octave de Saville avoue qu'il meurt d'amour pour la comtesse Prascovie Labinska rencontrée à Florence. Fidèle à son mari, le comte Olaf, elle a repoussé les avances de son adorateur. Mais pour le médecin et thaumaturge, « la comtesse Prascovie serait bien fine si elle reconnaissait l'âme d'Octave de Saville dans le corps d'Olaf Labinski et pour finir, l'ame d'Octave s'est perdu dans l'air ».

## Publications
Liste non exhaustive.
- 1856, Avatar, feuilleton dans Le Moniteur universel.
- 1857, Avatar, éditeur Michel Lévy.
- 1863, Avatar, recueil Romans et contes chez Charpentier.
- 1990, Théophile Gautier, « Contes et récits fantastiques », éd. Le Livre de poche, n°6895, pages 373 à 485.

## Adaptation
- Avatar, téléfilm français de Roger Iglésis sur une adaptation d'Etienne Fuselier et Roger Iglésis avec  Jean-Louis Trintignant (Octave de Saville), Nicole Maurey (Comtesse Prascovie Labinska), François Maistre (Charbonneau) et Robert Party (Olaf Labinski). Diffusion à la Télévision Française, le 22 juillet 1964.